# Jules Masselis
Jules Masselis (Moorslede, 19 de novembre de 1886 - Roeselare, 29 de juliol de 1965) fou un ciclista belga que va competir entre 1907 i 1926. Les seves victòries més importants foren la Volta a Bèlgica de 1910 i dues etapes al Tour de França, el 1911 i 1913, que en ambdós casos van servir perquè liderés la cursa gal·la durant una etapa.

## Palmarès
- 1909
  - 1r a la París-Lieja
- 1910
  - 1r a la Volta a Bèlgica
- 1911
  - Vencedor d'una etapa al Tour de França
- 1912
  - 1r a la París-Menin
- 1913
  - Vencedor d'una etapa al Tour de França

### Resultats al Tour de França
- 1911. 5è de la classificació general i vencedor d'una etapa. Porta el mallot groc durant una etapa
- 1913. Abandona (5a etapa) i vencedor d'una etapa. Porta el mallot groc durant una etapa
- 1920. Abandona (7a etapa)